# 灰天蛾属
灰天蛾属（学名：Acosmerycoides）是天蛾科下的一个属。

## 下属物种
本属包括以下物种：
- 灰天蛾 Acosmerycoides leucocraspis Hampson, 1910